# Carcharhinus tjutjot
A Carcharhinus tjutjot a porcos halak (Chondrichthyes) osztályának kékcápaalakúak (Carcharhiniformes) rendjébe, ezen belül a kékcápafélék (Carcharhinidae) családjába tartozó faj.

## Előfordulása
A Carcharhinus tjutjot előfordulási területe kizárólag a Csendes-óceán nyugati felén van; csakis Indonézia, Borneó és a Kínai Köztársaság vizeiben található meg. Ausztrália és Pápua Új-Guinea vizeiből hiányzik. A Maláj-félsziget nyugati felén levő elterjedése még nincs bebizonyítva.

## Megjelenése
A nőstény legfeljebb 91,8 centiméter, a hím 93,7 centiméter hosszú. 76-79 centiméteresen már felnőttnek számít. 113-129 csigolyája van. Pofája eléggé hosszúkás, azonban az orra tompa. A szájában, több fogsorba rendeződve 51-55 fog ül. Az első hátúszó alacsony és nem sarló alakú. A második hátúszó körülbelül 29-37%-kal kisebb, mint az elülső, a töve széles, az úszó maga pedig háromszög alakú. A farok alatti úszók kissé sarló alakúak. Háti része világos barnás, hasi része fehéres. A második hátúszó felső harmadánál egy fekete folt látható. A többi úszón nincsenek foltok.

## Életmódja
Trópusi tengeri porcos hal, amely a korallzátonyok közelében él. 100 méteres mélyre is leúszik, bár a partok közelségét kedveli.

## Szaporodása
Szaporodási szokásairól igen keveset tudunk, de rokonaihoz hasonlóan elevenszülő; a peték kiürülő szikzacskója az emlősök méhlepényéhez hasonlóan a nőstény szöveteihez kapcsolódik. Belső megtermékenyítéssel szaporodik, párosodáskor a cápák egymáshoz simulnak. Egy kifogott nőstényben, 2 igen kifejlett magzat volt; ezek 27,8 és 28,5 centiméteresek voltak. Valószínű, hogy születésekor a kis Carcharhinus tjutjot 34-38 centiméter hosszú.